# SHFV-Pokal 2024/25
Der SHFV-Pokal 2024/25 war die 72. Austragung des schleswig-holsteinischen Verbandspokals der Männer im Amateurfußball. Als Titelverteidiger trat der 1. FC Phönix Lübeck an. Der Sieger VfB Lübeck qualifizierte sich für den DFB-Pokal 2025/26.

## Spielmodus
Bei einem unentschiedenen Spielstand nach regulären 90 Minuten kam es direkt im Anschluss zu einem Elfmeterschießen. Eine Verlängerung von zwei mal 15 Minuten war lediglich für das Finale vorgesehen.

## Teilnehmende Mannschaften
Alle schleswig-holsteinischen Mannschaften, die in der Vorsaison oberhalb der Oberliga Schleswig-Holstein spielten, waren automatisch qualifiziert. Ausgenommen war der Zweitligist Holstein Kiel, da die Vereine der Bundesliga und 2. Bundesliga nicht an den Verbandspokalen teilnehmen und automatisch für den DFB-Pokal qualifiziert sind. Zudem qualifizierten sich die Kreispokalsieger der 11 Kreisfußballverbände und der Sieger des Flens-Cups Meister der Meister. Zweitmannschaften waren nicht teilnahmeberechtigt.
Folgende Mannschaften waren somit für den SHFV-Pokal 2024/25 qualifiziert (in der Klammer ist die Ligenzugehörigkeit in dieser Spielzeit angegeben):
| Vereine der 3. Liga 2023/24 - VfB Lübeck (IV) | Vereine der Regionalliga Nord 2023/24 - SC Weiche Flensburg 08 (IV) - FC Kilia Kiel (V) - 1. FC Phönix Lübeck (IV) | Kreispokalsieger 2023/24 - Herzogtum Lauenburg: Ratzeburger SV (VI) - Holstein (Neumünster, Plön): PSV Union Neumünster (V) - Kiel: TSV Klausdorf (VI) - Lübeck: FC Dornbreite (V) - Nordfriesland: TSV Rantrum (VI) - Ostholstein: Oldenburger SV (V) - Rendsburg-Eckernförde: TuS Rotenhof (V) - Schleswig-Flensburg (inkl. Flensburg): TSV Friedrichsberg-Busdorf (VI) - Segeberg: Kaltenkirchener TS (VI) - Stormarn: SV Eichede (V) - Westküste (Dithmarschen, Steinburg): Heider SV (V) | Meister der Meister 2023/24 - TSV Nordmark Satrup (V) |

| Ligaebene in Klammern: III = 3. Liga • IV = Regionalliga Nord • V = Oberliga Schleswig-Holstein • VI = Landesligen |

## Achtelfinale
Der TuS Rotenhof trat sein Heimrecht an den VfB Lübeck ab.
| Datum                    |                                 | Ergebnis              |                             |
| ------------------------ | ------------------------------- | --------------------- | --------------------------- |
| 19. Juli 2024, 19:30 Uhr | TSV Klausdorf (VI)              | 1:1 (0:0) (6:4 i. E.) | TSV Nordmark Satrup (V)     |
| 20. Juli 2024, 14:00 Uhr | FC Kilia Kiel (V)               | 1:2 (1:2)             | 1. FC Phönix Lübeck (IV)    |
| 20. Juli 2024, 14:00 Uhr | TSV Friedrichsberg-Busdorf (VI) | 0:3 (0:1)             | PSV Union Neumünster (V)    |
| 20. Juli 2024, 14:00 Uhr | SV Eichede (V)                  | 2:2 (1:1) (6:5 i. E.) | Oldenburger SV (V)          |
| 20. Juli 2024, 14:00 Uhr | Ratzeburger SV (VI)             | 1:1 (1:0) (3:5 i. E.) | FC Dornbreite (V)           |
| 20. Juli 2024, 15:00 Uhr | TSV Rantrum (VI)                | 2:4 (1:1)             | Kaltenkirchener TS (VI)     |
| 21. Juli 2024, 14:00 Uhr | VfB Lübeck (IV)                 | 4:0 (2:0)             | TuS Rotenhof (V)            |
| 21. Juli 2024, 14:00 Uhr | Heider SV (V)                   | 1:1 (1:1) (3:5 i. E.) | SC Weiche Flensburg 08 (IV) |

## Viertelfinale
| Datum                 |                         | Ergebnis              |                             |
| --------------------- | ----------------------- | --------------------- | --------------------------- |
| 26.07.2024, 20:00 Uhr | TSV Klausdorf (VI)      | 2:6 (1:3)             | FC Dornbreite (V)           |
| 27.07.2024, 14:00 Uhr | SV Eichede (V)          | 1:1 (1:0) (5:6 i. E.) | PSV Union Neumünster (V)    |
| 30.07.2024, 19:00 Uhr | VfB Lübeck (IV)         | 2:1 (1:0)             | 1. FC Phönix Lübeck (IV)    |
| 06.08.2024, 19:00 Uhr | Kaltenkirchener TS (VI) | 0:0 (5:4 i. E.)       | SC Weiche Flensburg 08 (IV) |

## Halbfinale
| Datum                 |                          | Ergebnis        |                   |
| --------------------- | ------------------------ | --------------- | ----------------- |
| 28.08.2024, 18:00 Uhr | PSV Union Neumünster (V) | 0:0 (5:6 i. E.) | VfB Lübeck (IV)   |
| 31.10.2024, 14:00 Uhr | Kaltenkirchener TS (VI)  | 2:0 (2:0)       | FC Dornbreite (V) |

## Finale
Das Finale wurde im Rahmen des Finaltags der Amateure am 24. Mai 2025 ausgetragen.
| Datum                 |                 | Ergebnis  |                         |
| --------------------- | --------------- | --------- | ----------------------- |
| 24.05.2025, 14:30 Uhr | VfB Lübeck (IV) | 2:1 (2:0) | Kaltenkirchener TS (VI) |